# Vedsø
Vedsø er en ca. 3 km lang øst-vestgående sø beliggende i Almind Sogn lidt syd for Viborg, mellem  Viborg Søndersø mod nord  og Hald Sø mod sydvest. Den har tilløb i den vestlige ende fra  Nonmølle Å  der kommer fra Hald Sø og i nord fra Vintmølle Sø. Selve søen er delt i to ved det smalle Spangsund, og har udløb i øst ved Rindsholm Kro, hvor der også er et dambrug ved en tidligere vandmølle. Nord for søen ligger den lille Viborg Flyveplads, og fra kommunens arealer omkring flyvepladsen er der frit lystfiskeri i søen (der kræves dog statsligt fisketegn).

## Eksterne kilder og henvisninger
- Viborg Kommune (Webside ikke længere tilgængelig)
- Vedsø i Den Store Danske på Lex.dk
- Viborg Turistbureau Arkiveret 22. april 2021 hos  Wayback Machine

56°23′52″N 9°24′59″Ø / 56.39778°N 9.41639°Ø